# CD3
En inmunología se denomina CD3 (del inglés cluster of differentiation) a un tipo de antígeno CD propio del sistema inmune de mamíferos. Se caracteriza por poseer un peso molecular de γ: 25-28; δ: 20, ε:23 kDa y su naturaleza bioquímica lo encuadra dentro de la familia de las inmunoglobulinas. Su función biológica en la célula es: intervenir en la transducción de señales, expresión del TCR en la superficie de la célula y asociación a este último receptor. Se expresa específicamente en timocitos y células T.